# Никола Ђурковић (музичар)
Никола Ђурковић (Трст, 24. мај 1812 — Осијек, 6. јануар 1876) је музичар и позоришни уметник.

## Биографија
Рођен је у Трсту од оца Стефана Ђурковића из Рисна и мајке Марије. По оцу је пореклом из Рисна у Боки Которској који се у Трст доселио 1806.године. Радио је најпре у Београду као хоровођа (1840 — 1842), где је обучавао београдску омладину нотном певању и члан Позоришта на Ђумруку (1841—1842). Потом одлази у Панчево радећи на подизању музичког образовања. Као једна од централних личности културног живота Панчева средином XIX напре ради као хоровођа Српског црквеног певачког друштва (1842—52)., које је под његовим вођстрвом изградило обиман репертоар црквене и световне музике. Године 1844. организовао је (деломично са члановима певачког друштва) Дилетантско позоришно друштво у мојем је био секретар, редитељ, композитор и певач. Са друштвом је приређивао драмске представе, прво у Панчеву, па у Београду од маја 1847. до средине марта 1848, под покровитељством Читалишта београдског.
Био је организатор другог званичног позоришта у Београду после гашења Позоришта на Ђумрику, Позориште „Код Јелена“ (назив је добило по истоименом београдском хотелу) у којем су чланови његове позоришне дружине изводили драмске комаде национално-историјског карактера, са призорима националног хероизма и морално-поучним идејама у духу грађанске етике патријахалне средине и захтевима публике тог доба.
После револуције 1848. враћа се у Панчево, али не успева да настави са позоришним представама па се 1852. запошљава као чиновник у Дунавско паробродарском друштву. Службовао је у Будимпешти, Солноку и Осијеку, где и завршава свој живот, самоубиством.

## Улога у култури
У време стварања српске музичке и позоришне културе, Ђурковић је одиграо значајну улогу. За позоришни репертоар превео је и прерадио око 40 комада с немачког и италијанског. Већи део тих превода сачуван је у рукопису, а штампана су два превода са немачког (Август фон Коцебу: Пијаница и Два оца, Сегедин 1845) и један превод с италијанског (Двa наредника или пример пријатељства Панчево 1850).
Ђурковић је поред тога оставио већи број црквених дела (литургије, опела, ирмоси) и световних хорова, терцета, дуета и песама. Делимично су то хармонизације познатих мелодија из народне и уметничке музике, које је додавао позоришним комадима па су постале толико популарне да су се у народу одржале (Ти плавиш, зоро златна; Ој таласи; Лепа Маца; Хајдуци; Здравица; Пијанице; Вију ветри, вију вали; Константине наш добри и др.).